# Красный Пахарь (Ростовская область)
Кра́сный Па́харь — хутор в Неклиновском районе Ростовской области.
Входит в состав Лакедемоновского сельского поселения.

## Население
| 2010 |
| ---- |
| 137  |

## Улицы
- ул. Высоцкого,
- ул. Есенина,
- ул. Красного Пахаря,
- ул. Лермонтовская,
- ул. Пушкинская.